# Rostki (Węgrów)
Pour les articles homonymes, voir Rostki.
Rostki (prononciation : [ˈrɔstki]) est un village polonais situé dans la gmina de Miedzna dans le powiat de Węgrów et en voïvodie de Mazovie dans le centre-est de la Pologne.
Le village a une population d'environ 220 habitants en 2006.

## Histoire
De 1975 à 1998, le village appartenait administrativement à la voïvodie de Siedlce.